# 布里韦河畔圣安娜
布里韦河畔圣安娜（法語：Sainte-Anne-sur-Brivet，法語發音：[sɛ̃t an syʁ bʁivɛ] ⓘ）是法国大西洋卢瓦尔省的一个市镇，位于该省西北部，属于圣纳泽尔区。

## 地理
布里韦河畔圣安娜（47°27'35"N, 2°0'12"W）面积25.99 平方千米，位于法国卢瓦尔河地区大区大西洋卢瓦尔省，该省份为法国西北部沿海省份，位于布列塔尼半岛东南部，北起伊勒-维莱讷省，西北接莫尔比昂省，西临大西洋，南至旺代省，东临曼恩-卢瓦尔省。
与布里韦河畔圣安娜接壤的市镇（或旧市镇、城区）包括：康邦、德雷费阿克、冈鲁埃特、蓬沙托、基伊。
布里韦河畔圣安娜的时区为UTC+01:00、UTC+02:00（夏令时）。

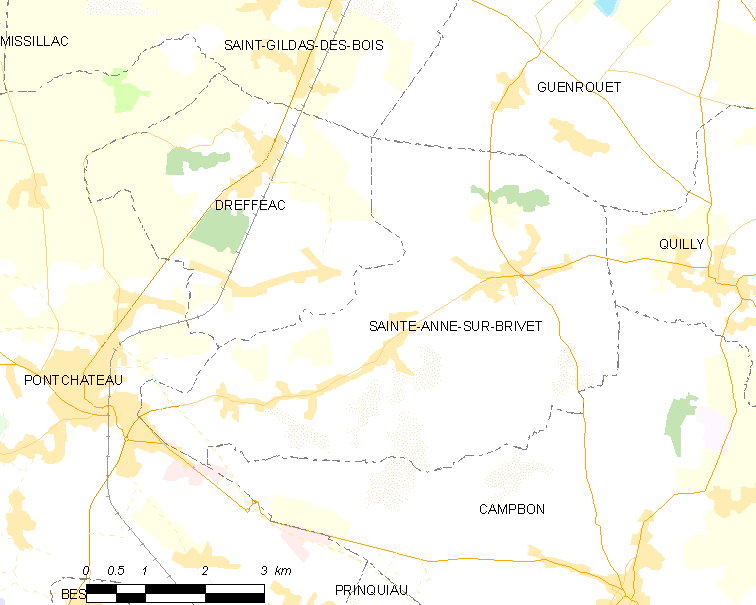
布里韦河畔圣安娜的OSM定位图

## 行政
布里韦河畔圣安娜的邮政编码为44160，INSEE市镇编码为44152。

## 政治
布里韦河畔圣安娜所属的省级选区为蓬沙托县。

## 人口

1962-2008年间布里韦河畔圣安娜人口变化图示

布里韦河畔圣安娜于2022年1月1日时的人口数量为3014人。